# Archidekanat dla powiatów: Stropkov i Svidník
Archidekanat dla powiatów: Stropkov i Svidník – prawosławny archidekanat w eparchii preszowskiej Kościoła Prawosławnego Czech i Słowacji. Siedzibą archidekanatu jest Svidník.
W skład archidekanatu wchodzą 42 parafie:
- Parafia Narodzenia Matki Bożej w Belejovcach
- Parafia Świętych Apostołów Piotra i Pawła w Bodružalu
- Parafia Narodzenia Matki Bożej w Brusnicy
- Parafia Przeniesienia Relkwii św. Mikołaja w Bžanach
- Parafia Świętych Apostołów Piotra i Pawła w Dlhoňe
- Parafia św. Eliasza w Dobroslavie
- Parafia Świętych Apostołów Piotra i Pawła w Driečnej
- Parafia Narodzenia Matki Bożej w Dubovej
- Parafia Narodzenia Matki Bożej w Hutce
- Parafia Opieki Matki Bożej w Jakušovcach
- Parafia św. Michała Archanioła w Kečkovcach
- Parafia Narodzenia Matki Bożej w Krajnej Porúbce
- Parafia św. Bazylego Wielkiego w Krajnym Čiernie
- Parafia św. Paraskiewy w Kručovie
- Parafia Świętych Apostołów Piotra i Pawła w Kružlovej
- Parafia św. Michała Archanioła w Ladomirovej
- Parafia św. Michała Archanioła w Lomnem
- Parafia św. Dymitra w Medvediach
- Parafia św. Michała Archanioła w Mikovej
- Parafia Narodzenia Matki Bożej w Miroli
- Parafia Opieki Matki Bożej w Nižnej Jedľovej
- Parafia św. Michała Archanioła w Nižnej Pisanej
- Parafia Wniebowstąpienia Pańskiego w Nižnym Mirošovie
- Parafia św. Michała Archanioła w Nižnym Orlìku
- Parafia Świętych Apostołów Piotra i Pawła w Novej Poliance
- Parafia Narodzenia Matki Bożej w Oľšavce
- Parafia Opieki Matki Bożej w Potôčkach
- Parafia św. Michała Archanioła w Pstrinie
- Parafia św. Dymitra w Roztokach
- Parafia Świętych Kosmy i Damiana w Šapincu
- Parafia Świętych Kosmy i Damiana w Sobošu
- Parafia Położenia Ryzy Matki Bożej w Stropkovie
- Parafia Wniebowstąpienia Pańskiego w Suchej
- Parafia Świętej Trójcy w Svidníku
- Parafia Opieki Matki Bożej w Vagrincu
- Parafia Opieki Matki Bożej w Vápeníku
- Parafia Opieki Matki Bożej w Veľkropie
- Parafia Zaśnięcia Matki Bożej w Vojtovcach
- Parafia Świętych Kosmy i Damiana w Vyšnej Jedľovej
- Parafia św. Eliasza w Vyšnej Olšavie
- Parafia Świętych Kosmy i Damiana w Vyšnym Mirošovie
- Parafia Wniebowstąpienia Pańskiego w Vyšnym Orlíku